# Severozápadní semitské jazyky
Severozápadní semitské jazyky jsou jednou ze tří podskupin semitských jazyků. Jelikož vnitřní dělení semitských jazyků odpovídá i jejich geografickému rozšíření (alespoň ve starověku), severozápadní skupina zahrnuje jazyky rozšířené v oblasti Sýrie a Kenaánu, tedy přibližně na území dnešních zemí Sýrie, jihovýchodního Turecka, Izraele, Palestiny, Jordánska a Libanonu.
Severozápadní semitské jazyky se dále dělí na dvě větší skupiny, na aramejskou a kenaánskou.
Aramejská skupina zahrnuje aramejštinu a její odnože a formy, jichž bylo v průběhu staletí velmi mnoho. Do této skupiny spadá i samalština, pokud ji považujeme za samostatný jazyk.
Kenaánská skupina obsahuje féničtinu a její formy (bybloskou féničtinu, punštinu aj.) a hebrejštinu a její formy moabštinu, pravděpodobně i amonštinu a edomštinu.